# Lehua (köpinghuvudort i Kina, Jiangxi Sheng, lat 28,82, long 115,86)
Lehua är en köpinghuvudort i Kina. Den ligger i provinsen Jiangxi, i den sydöstra delen av landet, omkring 15 kilometer norr om provinshuvudstaden Nanchang. Antalet invånare är 24 801. Befolkningen består av 11 877 kvinnor och 12 924 män. Barn under 15 år utgör 25,0 %, vuxna 15-64 år 66 %, och äldre över 65 år 8,0 %.
Runt Lehua är det mycket tätbefolkat, med 4 503 invånare per kvadratkilometer. Närmaste större samhälle är Nanchangshi, 18,8 km söder om Lehua. Trakten runt Lehua består till största delen av jordbruksmark.
Genomsnittlig årsnederbörd är 2 096 millimeter. Den regnigaste månaden är juni, med i genomsnitt 340 mm nederbörd, och den torraste är oktober, med 36 mm nederbörd.